# Mérida (Spagna)
Mérida (in estremegno Méria) è un comune spagnolo di 59 352 abitanti capoluogo della comunità autonoma dell'Estremadura. Per popolazione è la terza città della regione dopo Cáceres e Badajoz.
È posta sulla riva destra della Guadiana a 217 metri s.l.m. ed è una delle città della Spagna più ricche di monumenti romani, tanto da essere chiamata la Roma spagnola. Dista 60 km da Badajoz e 70 da Cáceres.
La sua economia è fondata in parte sull'agricoltura, in parte sull'industria e sui servizi e sul turismo grazie al patrimonio monumentale di cui è dotata e alle varie manifestazioni organizzate. Mérida è sede vescovile e universitaria.

## Storia
La città fu fondata come colonia dai soldati veterani (gli emeriti) di Augusto delle legioni V Alaudae e X Gemina, da cui deriva il nome di Augusta Emerita, nel 25 a.C. e fu costruita in gran parte da Marco Vipsanio Agrippa, amico e genero dell'imperatore. La nuova città iniziò subito un periodo di grande splendore così da divenire negli ultimi anni del regno di Augusto una delle più importanti città di tutto l'Impero. Era situata sulla cosiddetta via de la Plata ("via dell'argento"), che univa la Cantabria alla Betica.
Capitale della Lusitania e importante centro culturale, economico e militare, si dotò di un grande teatro, di un anfiteatro e di un circo. Con la decadenza dell'impero e la calata dei popoli germanici decadde e subì le devastazioni degli Alani nel 409 e dei Suebi nel 439. Fu poi occupata stabilmente dai Visigoti che ne fecero la capitale di un loro piccolo regno nei secoli VI e VII.
Nel III secolo si diffuse il cristianesimo e a questo periodo risale il martirio di sant'Eulalia di Mérida che venne venerata come patrona della città diventando anche sede di una delle arcidiocesi più importanti di Spagna, poi però soppressa durante l'occupazione islamica.
Nel 713 fu conquistata dall'esercito arabo guidato da un non meglio identificato Muza (sicuramente Mūsā). Gli Arabi utilizzarono parte dei materiali degli edifici romani ormai in rovina e costruirono l'Alcazaba e le loro abitazioni.
Nel 1230 le truppe cristiane di Alfonso IX di León riconquistarono la città, che diventò sede del Priorato nullius de San Marcos de León dell'Ordine di Santiago. Con l'unificazione dei regni di Aragona e Castiglia e l'ascesa al trono dei Re cattolici cominciò per Mérida il recupero dopo il periodo arabo.
All'inizio del XIX secolo l'invasione napoleonica arrecò molti danni in tutta l'Estremadura e diversi monumenti di Mérida furono distrutti.
Nel 1873 la giurisdizione ecclesiastica passò dall'ordine di Santiago alla diocesi di Badajoz (divenuta oggi l'arcidiocesi di Mérida-Badajoz in ricordo dell'antica sede arcivescovile anche se la Curia è a Badajoz).
Successivamente, divenuta un nodo ferroviario, la città si industrializzò e aumentò la sua popolazione. Nel 1993 venne dichiarata dall'UNESCO Patrimonio dell'umanità sotto la denominazione Insieme archeologico di Mérida.

### Simboli
Stemma
Lo stemma è uno scudo ritondato di rosso, alla porta romana della città d'oro, le mura con merli a forma di T, con due porte ad arco aperte del campo, tra due alte torri rotonde, merlate e ognuna finestrata di due in fascia con finestre ad arco aperte dello stesso; tra le torri si trova un arco coronato da sette merli a forma di T. Sopra le porte la scritta AUGUSTA EMERITA su due linee. Lo scudo è coronato dalla corona reale spagnola aperta.
Bandiera
La bandiera è un drappo rettangolare, di proporzioni 2/3, di rosso, caricato al centro della Porta romana della città come nello stemma sopra descritto.

## Monumenti e luoghi d'interesse
- Ponte Romano sul fiume Guadiana, risalente al I secolo; è lungo 762 m alto 11 m e largo 5 m; è costituito da sessanta archi costruiti in blocchi di granito locale.
- Teatro romano eretto da Agrippa nel 16-15 a.C., ha la capacità di seimila posti. La scena venne ricostruita in marmo in epoca flavia. L'edificio, dopo i restauri, è utilizzato dal 1933 per spettacoli all'aperto.
- Tempio di Diana, edificato in epoca augustea con elementi architettonici in granito locale stuccato, il suo spazio venne utilizzato per la costruzione del palazzo del conte di Corbos e ciò lo preservò dalla rovina.
- Anfiteatro, anch'esso costruito da Agrippa nell'8 a.C., era capace di 15000 spettatori e aveva le dimensioni di 126 X 102 metri. È ancora abbastanza ben conservato.
- Casa del Mitreo, casa patrizia della seconda metà del I secolo con mosaico con allegorie del Nilo e dell'Eufrate.
- "Casa patrizia" è un'altra casa signorile della stessa epoca con magnifici pavimenti a mosaico.
- Lago di Proserpina a 4 km dal centro è un bacino artificiale opera romana che raccoglieva l'acqua per la città.
- Acquedotto dei miracoli: acquedotto romano che portava in città l'acqua raccolta dallo sbarramento di Proserpina. Restano per una lunghezza di 827 metri le arcate alte 25 metri ciascuna.
- Arco di Traiano, alto 13 m e largo 11 m, costituiva l'ingresso al Foro cittadino.
- Ponte sul fiume Albarregas: piccolo ponte a quattro arcate di origine romana che si trova sull'antica via de la plata ("via dell'argento").
- Museo nacional de arte romano (MNAR) istituito nel 1838, raccoglie il materiale archeologico proveniente dagli scavi locali, statue, mosaici, epigrafi stele funerarie, dal I al IV secolo. Già ospitato nel convento di Santa Chiara è ora sistemato in un moderno ardito edificio finito nel 1984, su progetto dell'architetto Rafael Moneo. Sorge direttamente nell'area archeologica inglobandone anche alcuni resti architettonici.
- Museo de arte visigodo: raccoglie resti di monumenti architettonici e di sculture dei Visigoti dal V all'VIII secolo.
- Alcazaba, situata alla testa del grande ponte romano, fu costruita dal califfo di Cordova ʿAbd al-Rahmān II nell'835 sulle mura romane, riutilizzando materiale degli edifici romani e visigoti. Nel cortile ci sono mosaici romani e nel sottosuolo una cisterna visigota.
- Basilica di Sant'Eulalia, originaria del IV secolo e ricostruita nel XIII secolo reimpiega in un piccolo portico su strada elementi attribuiti ad un tempio dedicato a Marte. Sull'architrave fra due colonne c'è la scritta latina Vetila, moglie di Paolo, dedica questo tempio a Marte. scritta corretta in epoca paleocristiana in una dedica a santa Olalia, cioè Eulalia. Davanti alla chiesa c'è il cosiddetto Hornito, forno dove fu bruciata sant'Eulalia secondo la tradizione.
- Ayuntamiento ("Municipio") sede municipale rinascimentale nella Plaza Mayor.
- Casa solariega nella stessa piazza è una casa nobile rinascimentale oggi utilizzata come albergo.
- Cattedrale di Santa Maria la Mayor, dei secoli XIII-XV, una delle due cattedrali dell'arcidiocesi di Mérida-Badajoz.
- Convento di San Andrés.

### Dintorni
- A 15 km Alange, paese ai piedi di un Castillo di origine araba. Monumento nazionale sono le terme romane, formate da due edifici rotondi con piscina: le virtù terapeutiche delle acque di Alange sono conosciute da millenni.
- A 30 km Villafranca de los Barros, con la chiesa dei secoli XV-XVI dedicata a santa Maria.
- Almendralejo, importante borgo vinicolo di origine medievale. I principali edifici sono la parrocchiale della Purificación del 1500 e l'Ayuntamiento del 1700; caratteristica la plaza de Toros.

## Società

### Evoluzione demografica
-

## Cultura

### Feste
- La settimana santa, le cui celebrazioni risalgono al VI secolo, sono state dichiarate d'interesse turistico nazionale nel 1999. La città in quella occasione si riempie di turisti qui giunti per vedere le toccanti e multicolori processioni che ogni giorno portano gli artistici pasos per le vie della città e i festeggiamenti del giorno di Pasqua.
- Feria de septiembre: questa fiera risale al XIV secolo allorché il re Ferdinando IV di Castiglia concesse a Merida due fiere franche cioè senza tasse. All'inizio furono dedicate al commercio del bestiame e successivamente si aggiunsero anche le merci, poi solo le merci e le feste di contorno. Oggi la fiera dura dal 1º al 5 settembre e si svolge negli appositi padiglioni fieristici realizzati nel 2000. In questo periodo si svolgono anche attività culturali e ludiche.
- Feria chica: è la fiera e, soprattutto, la festa dei gitani che giungono ogni anno in ottobre da tutta Europa per incontrarsi, sposarsi secondo i loro usi e divertirsi cantando e ballando il flamenco. In questa occasione si svolgono anche convegni sulla storia, le usanze e i problemi sociali e politici dei gitani europei.
- Festival del teatro classico: si svolge dal 1934 nei mesi di luglio e utilizza il teatro romano per le rappresentazioni.
- Fiesta de santa Eulalia: festa patronale della città del 10 dicembre.